# Équipe de Chine des moins de 20 ans de football
Maillots
L'équipe de Chine de football des moins de 20 ans (mandarin : 中国国家足球队) est sous l'égide de la Fédération de Chine de football.

## Histoire
Afin de faire grandir et développer son football, dans le cadre de la préparation des jeunes Chinois aux JO de Tokyo en 2020. la fédération chinoise de football a trouvé une solution pour le moins originale, fair jouer l’équipe U20 contre 16 équipes de la Regionalliga mais le programme a été suspendu puis annulé en cause de manifestations des pro-tibétain.

## Palmarès
- Championnat d'Asie (1)
  - Vainqueur : 1985 (en)
  - Finaliste : 1982 (en), 1996 (en), 2004 (en)
  - Troisième : 1966 (en), 2000 (en),

- Jeux de l'Asie de l'Est (1)
  - Vainqueur : 2005 (en)
  - Finaliste : 1993 (en) et 1997 (en)

## Compétitions internationales

### Résultats en Coupe du monde de football des moins de 20 ans
| Année | Résultat            | MJ              | V               | N               | D               | BP              | BC              |                 |
| ----- | ------------------- | --------------- | --------------- | --------------- | --------------- | --------------- | --------------- | --------------- |
| 1977  | Non participant     | Non participant | Non participant | Non participant | Non participant | Non participant | Non participant | Non participant |
| 1979  | Non participant     | Non participant | Non participant | Non participant | Non participant | Non participant | Non participant | Non participant |
| 1981  | Non participant     | Non participant | Non participant | Non participant | Non participant | Non participant | Non participant | Non participant |
| 1983  | Premier Tour        | 3               | 1               | 0               | 2               | 5               | 8               |                 |
| 1985  | Quart de final      | 4               | 2               | 0               | 2               | 5               | 5               |                 |
| 1987  | Non qualifié        | Non qualifié    | Non qualifié    | Non qualifié    | Non qualifié    | Non qualifié    | Non qualifié    | Non qualifié    |
| 1989  | Non qualifié        | Non qualifié    | Non qualifié    | Non qualifié    | Non qualifié    | Non qualifié    | Non qualifié    | Non qualifié    |
| 1991  | Non qualifié        | Non qualifié    | Non qualifié    | Non qualifié    | Non qualifié    | Non qualifié    | Non qualifié    | Non qualifié    |
| 1993  | Non qualifié        | Non qualifié    | Non qualifié    | Non qualifié    | Non qualifié    | Non qualifié    | Non qualifié    | Non qualifié    |
| 1995  | Non qualifié        | Non qualifié    | Non qualifié    | Non qualifié    | Non qualifié    | Non qualifié    | Non qualifié    | Non qualifié    |
| 1997  | Premier Tour        | 3               | 0               | 2               | 1               | 2               | 3               |                 |
| 1999  | Non qualifié        | Non qualifié    | Non qualifié    | Non qualifié    | Non qualifié    | Non qualifié    | Non qualifié    | Non qualifié    |
| 2001  | Huitièmes de finale | 4               | 1               | 1               | 2               | 2               | 3               |                 |
| 2003  | Non qualifié        | Non qualifié    | Non qualifié    | Non qualifié    | Non qualifié    | Non qualifié    | Non qualifié    | Non qualifié    |
| 2005  | Huitièmes de finale | 4               | 3               | 0               | 1               | 11              | 7               |                 |
| 2007  | Non qualifié        | Non qualifié    | Non qualifié    | Non qualifié    | Non qualifié    | Non qualifié    | Non qualifié    | Non qualifié    |
| 2009  | Non qualifié        | Non qualifié    | Non qualifié    | Non qualifié    | Non qualifié    | Non qualifié    | Non qualifié    | Non qualifié    |
| 2011  | Non qualifié        | Non qualifié    | Non qualifié    | Non qualifié    | Non qualifié    | Non qualifié    | Non qualifié    | Non qualifié    |
| 2013  | Non qualifié        | Non qualifié    | Non qualifié    | Non qualifié    | Non qualifié    | Non qualifié    | Non qualifié    | Non qualifié    |
| 2015  | Non qualifié        | Non qualifié    | Non qualifié    | Non qualifié    | Non qualifié    | Non qualifié    | Non qualifié    | Non qualifié    |
| 2017  | Non qualifié        | Non qualifié    | Non qualifié    | Non qualifié    | Non qualifié    | Non qualifié    | Non qualifié    | Non qualifié    |
| 2019  | Non qualifié        | Non qualifié    | Non qualifié    | Non qualifié    | Non qualifié    | Non qualifié    | Non qualifié    | Non qualifié    |
| 2023  | Non qualifié        | Non qualifié    | Non qualifié    | Non qualifié    | Non qualifié    | Non qualifié    | Non qualifié    | Non qualifié    |
| 2025  | Non qualifié        | Non qualifié    | Non qualifié    | Non qualifié    | Non qualifié    | Non qualifié    | Non qualifié    | Non qualifié    |
| Total | 5/24                | 18              | 7               | 3               | 8               | 25              | 26              |                 |